# 発見!コロンブスの卵
発見!コロンブスの卵（はっけんコロンブスのたまご）は、2007年1月から「地域応援キャンペーン」の一環として、NHK総合テレビで不定期に放送されるNHKの情報番組である。

## 概要
「コロンブス号」というデコレーションバスに乗って地域再生に取り組む元気なまちへ行き、“逆転の発想”を探る。初回は、「オンリーワンを探せ!」というタイトルで深夜枠での放送だった。

## 出演者
パーソナリティ
- 中村玉緒
- 山口義行
- 高山哲哉（NHKアナウンサー）

ナレーション
- 麻生美代子（第1回）
- 上田早苗（NHKアナウンサー、第2回）

司会
- 堀尾正明（当時NHKアナウンサー、第2回）

## 登場した地域
- 「時代遅れを逆手に」大分県豊後高田市（2007年1月）
- 「勝手に村役場をつくる」広島県神石高原町（2007年3月）
- 「あえて古さを残します」京都府美山町（2007年3月）
- 「ふぞろいの野菜が宝」福岡県岡垣町（2007年3月）

## 使用されるバス
使用機材は、昭和30年代製のニッサンU690ディーゼルである。ボンネットバスの車体前横に中村、山口、高山の巨大似顔絵が描かれる。車内は、茶の間をイメージしたセットで移動スタジオのイメージである。 